# Acanthogonatus huaquen
Acanthogonatus huaquen là một loài nhện trong họ Nemesiidae.
Acanthogonatus huaquen được miêu tả năm 1995 bởi Goloboff.